# 张恩惠
张恩惠（1966年12月—），男，汉族，内蒙古托克托人，中华人民共和国政治人物。1989年1月加入中国共产党，1991年7月参加工作。在职研究生学历，高级管理人员工商管理硕士。曾任中共吉林省委组织部部长，现任中共吉林省委常委、长春市委书记。

## 人物经历
张恩惠于1987年9月进入内蒙古财经学院就读，毕业后他先是于1991年在呼和浩特制药厂工作，后又调到内蒙古自治区医药总公司，自1992年到1996年张恩惠先后任医药总公司财会处干部、办公室干部、办公室副主任等职务。1997年，张恩惠进入内蒙古自治区经济贸易委员会医药筹备处工作，2000年6月担任内蒙古自治区经济贸易委员会办公室副主任，2002年9月改任综合处处长。
2003年，国务院机构改革撤销了国家经济贸易委员会，经济贸易委员会的职责被新设立的商务部、国家发展与改革委员会和国务院国有资产监督管理委员会取代，地方经贸委也随之改制。张恩惠进入新设立的内蒙古自治区人民政府国有资产监督管理委员会担任业绩考核和统计评价处处长。2005年11月，张恩惠改任内蒙古国资委办公室主任。
2010年9月，张恩惠首次到地方工作，担任赤峰市人民政府副市长。2012年12月，张恩惠担任中共赤峰市委常委、副市长。2014年4月，张恩惠离开赤峰，调任内蒙古自治区地方税务局局长。
2016年3月，张恩惠调任中共兴安盟委书记，接替调任内蒙古自治区交通运输厅厅长的苗银柱。巧合的是，苗银柱曾于2001年2013年间担任内蒙古自治区地方税务局局长，张恩惠也成为连续的两任出任中共兴安盟委书记的内蒙古自治区地税局局长。 
2020年3月，张恩惠升任中共内蒙古自治区党委常委，晋升副部级。
2021年3月，他首次跨省履新，担任中共吉林省委常委、组织部部长。2023年4月，改兼任中共长春市委书记。